# BRDM-2 M96/M97
Kołowy opancerzony pojazd rozpoznawczy Żbik - opancerzony pojazd rozpoznawczy, powstał w efekcie polskiej modernizacji samochodów pancernych BRDM-2 przez Wojskowe Zakłady Mechaniczne z Siemianowic Śląskich. Prace nad modernizacją samochodu były prowadzone pod kryptonimem "Tukan". Zmodernizowany BRDM-2 ma w najbliższych latach pozostać podstawowym pojazdem kompanii rozpoznawczych w brygadach ciężkich wojsk lądowych oraz batalionów rozpoznawczych dywizji.

## Program modernizacji
Polski program modernizacji pojazdów BRDM-2 został zainicjowany na początku lat 90. XX wieku. W składzie wojsk lądowych wykazywano wtedy prawie 500 wozów tego typu, które wprowadzano do uzbrojenia począwszy od końca lat 60. Wozy te importowane były z ZSRR. W 1994 r., przy współpracy Ministerstwa Obrony Narodowej i Komitetu Badań Naukowych opracowano założenia podstawowej modernizacji samochodu opancerzonego BRDM-2. Podstawą koncepcji modernizacji było usunięcie najważniejszych wad BRDM-ów, zwiększenie ich funkcjonalności i dostosowanie do pełnienia roli uniwersalnej lekkiej kołowej platformy dla innych niż rozpoznanie zastosowań. Prace modernizacyjne miały być realizowane podczas remontów generalnych pojazdów.

## Warianty modernizacji

### BRDM-2M96/BRDM-2M96i
W 1995 r. z rywalizacji trzech konkurencyjnych zakładów zwycięsko wyszedł projekt zaprezentowany przez Wojskowe Zakłady Mechaniczne z Siemianowic Śląskich (WZMS). 
W pierwszym wariancie zmodernizowanego pojazdu, oznaczonym jako BRDM-2M96 usunięte zostały dwie pary dodatkowych, środkowych kół, przeznaczonych do pomocy przy pokonywaniu rowów. Nie pogorszyło to w znaczący sposób mobilności wozu, powiększając jednocześnie dostępną wewnątrz wozu przestrzeń. Wynikało to z doświadczeń eksploatacji BRDM-ów w kraju oraz sugestii załóg, wykorzystujących te pojazdy w misjach na terenie byłej Jugosławii (UNPROFOR, IFOR itp.). Skłoniły one konstruktorów do wykonania drzwi wejściowych w burtach pojazdów. Nie tylko ułatwiło to szybkie opuszczanie wozu - w tym ewakuację rannych, ale też zwiększyło bezpieczeństwo załogi, do tej pory wykorzystującej jedynie włazy w stropie pojazdu. Dodano także koło zapasowe na stelażu umieszczone z tyłu kadłuba oraz nowe siedziska dla załogi. Kolejny wariant - BRDM-2M96i - otrzymał przede wszystkim nową jednostkę napędową. Gaźnikowy silnik GAZ-40 zastąpiono wysokoprężnym IVECO Aifo 8040SRC o mocy 125 kW/165 KM z wtryskiem bezpośrednim i turbodoładowaniem. Dzięki temu pojazd stał się bardziej ekonomiczny i odporniejszy na ostrzał. 
Pierwsze zamówienie na zmodernizowane wozy (w liczbie 7 sztuk) resort Obrony Narodowej złożył w roku 1997.

### Żbik B

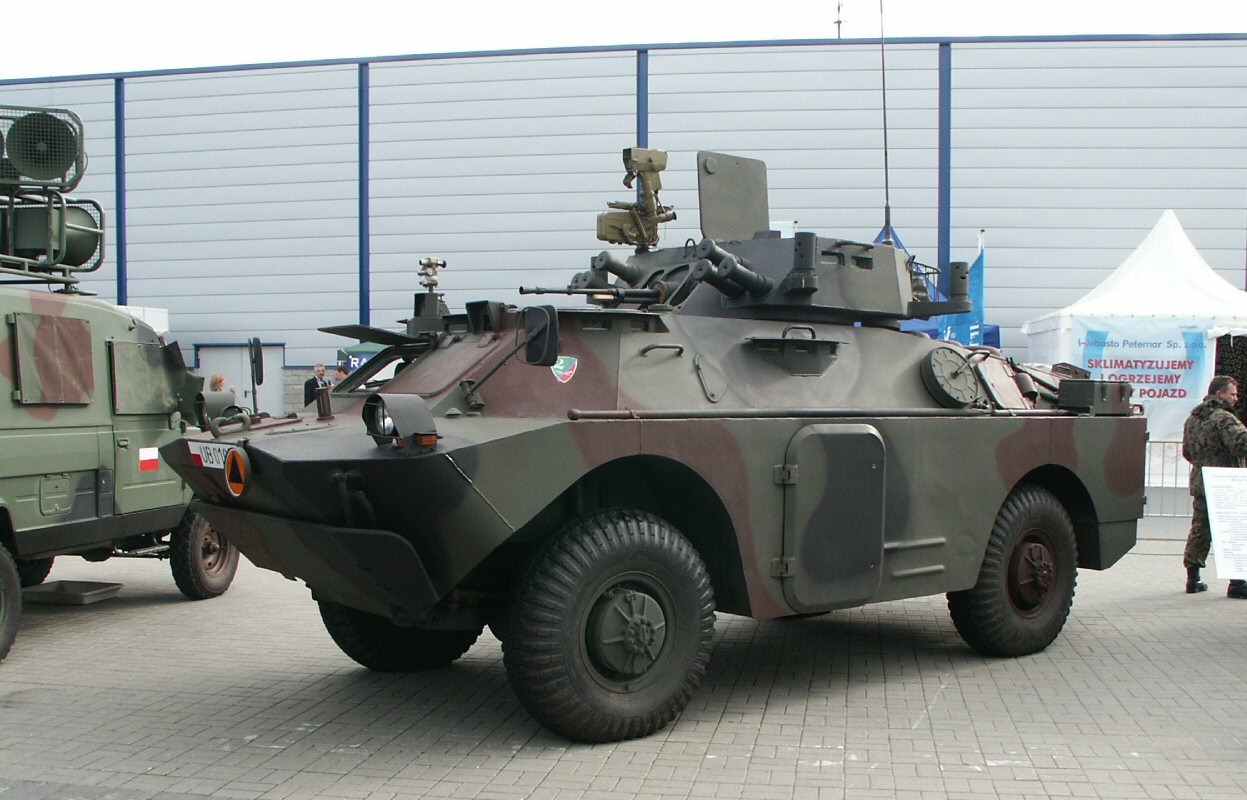
Żbik-B

BRDM-2M96i był jedynie wariantem przejściowym dla docelowego pojazdu, oznaczonego kryptonimem Żbik. Opracowano trzy odmiany silnikowe: S359 (od Stara 266), Mercedes-Benz OM366 i DAF. Ostatecznie po próbach wozów w 1997 r. zdecydowano się na inną jednostkę napędową - silnik Iveco. W podstawowej wersji, określanej jako Żbik B, oprócz tych samych zmian jakie zastosowano w przypadku M96i, pojazd otrzymał nowoczesną, produkowaną na licencji firmy Thales, radiostację cyfrową RRC-9500 rodziny PR4G oraz cyfrowy system łączności wewnętrznej. Wprowadzono także nowe elementy przeniesienia napędu (skrzynia rozdzielcza oraz wzmocnienie wałów napędowych), nowe niezależne wspomaganie układu kierowniczego, dwuobwodowe hamulce. Ponadto zamontowano układ przeciwpożarowy i przeciwwybuchowy Deugra oraz dodatkowe źródło zasilania (agregat prądotwórczy) ZPD-2/4, podgrzewacz Thermo 90DW a także dmuchawę. Wyposażenie specjalistyczne uzupełniono o: układ nawigacji inercyjnej UNZ-20 z odbiornikiem GPS, przyrząd rozpoznania skażeń AAS-1 Taifos, system ochrony przed bronią masowego rażenia i filtrowentylację. Poza tym pojazd może zabierać dodatkowo uzbrojenie 2-3-osobowej grupy rozpoznawczej: 60 mm moździerz LM-60K (12 naboi), ręczny granatnik ppanc. RPG-7 (10 pocisków), 7,62 mm km PKM (z zapasem amunicji 1400 naboi), 26 mm pistolet sygnałowy wz. 78, granaty ręczne (18 szt.), dalmierz laserowy LNS.

#### Wieża
Żbik B otrzymał także nową wieżę, inną od poprzedniej, owalnej w przekroju. Jest ona większa od swej poprzedniczki, o bardziej płaskim profilu. Wyposażona została w dzienno-nocny układ celowniczy CDN-1 oraz pasywne nocne przyrządy obserwacyjne kierowcy PNK-72 (zamiennie z dziennym TNP-A), obrotowy dzienno-nocny przyrząd obserwacyjny dowódcy POD-72 (montowany na stropie kadłuba przed włazem dowódcy), układ ostrzegania o promieniowaniu laserem  SSC-1A Obra (wszystkie przyrządy optyczne z warszawskiego PCO) a także zintegrowane z nim dwa zespoły wyrzutni 81 mm granatów dymnych Cytryn. Przestarzały wielkokalibrowy karabin maszynowy KPWT kal. 14,5 mm zastąpiono wkm NSW kal. 12,7 mm. Na wieży może być montowana wyrzutnia przecipancernych pocisków kierowanych Fagot.
Pierwsze pojazdy tego typu trafiły do jednostek w 2001 roku.

### Żbik A
Żbiki A miały stać się wozami dowódców pododdziałów rozpoznawczych.
Wyprodukowano tylko jeden prototyp wozu, który przechodził próby w 2001 r. W 2003 roku przeszedł badania kwalifikacyjne. Nie uruchomiono produkcji seryjnej. Podobnie jak PZA Loara został przyjęty na stan Wojska Polskiego w pojedynczym egzemplarzu.
Podstawową różnicą w stosunku do seryjnych Żbików B było wyposażenia go w wysięgniki z optoelektroniczną głowicą obserwacyjną niemieckiej firmy STN Atlas Elektronik, zamontowaną na wieży, pozwalającą na prowadzenie obserwacji i identyfikację sił przeciwnika na odległość do kilku-kilkunastu kilometrów w praktycznie każdych warunkach pogodowych oraz w nocy, a także stację radiolokacyjną (np. AN/PPS-5C) rozpoznania pola walki. Dodatkowo Żbik A otrzymał system transmisji danych, w tym terminal komputerowy, zamontowany na stanowisku dowódcy pojazdu.  Elementem dodatkowo chroniącym przebywającą we wnętrzu załogę jest system ochrony wzroku przed promieniowaniem laserowym.

### Pozostałe warianty modernizacyjne

#### BRDM-2M96ik (Szakal)

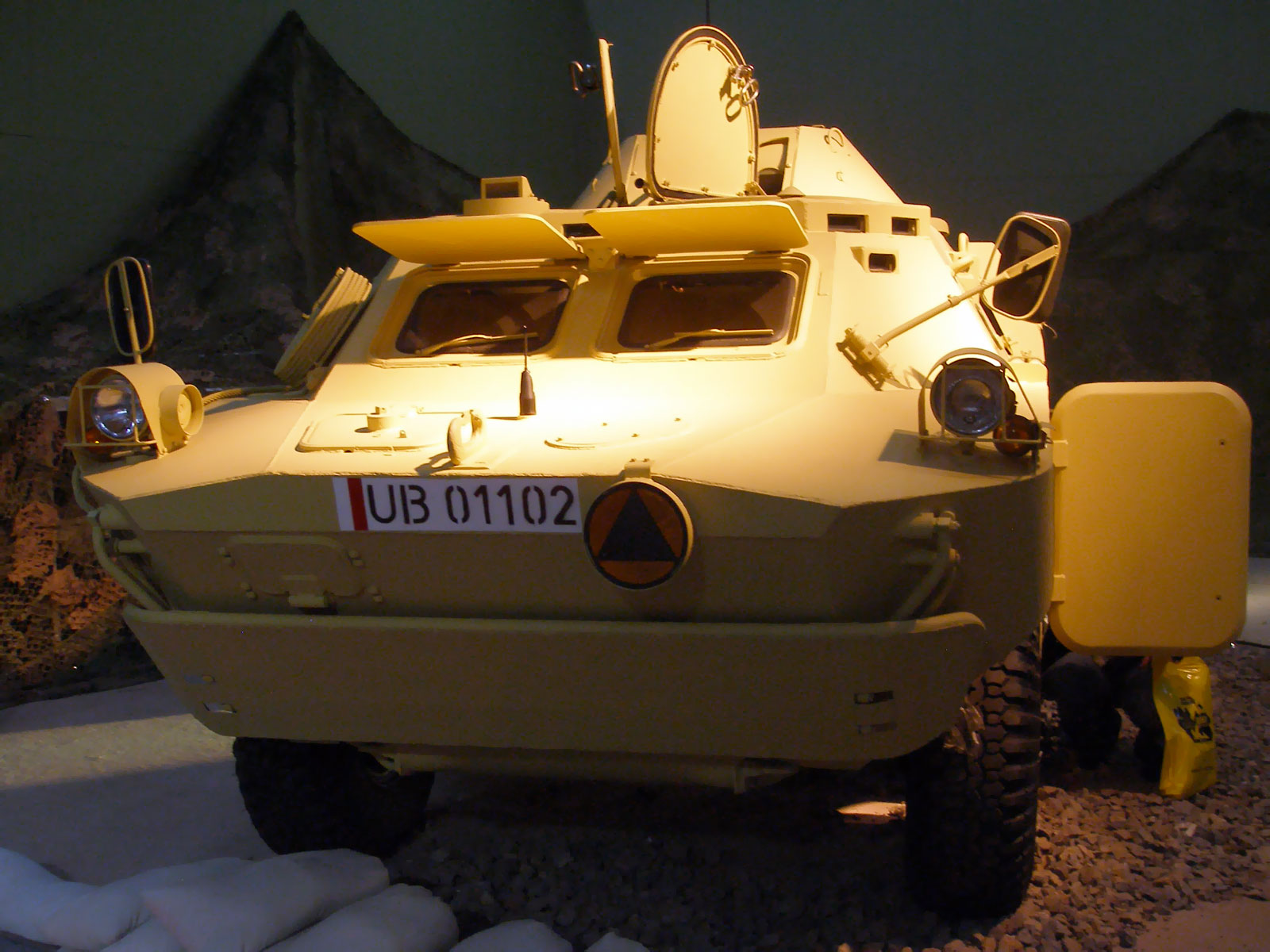
BRDM-2M96ik (Szakal)

Jednym z wariantów modernizacyjnych BRDM-2 jest pojazd oznaczony jako Szakal albo BRDM-2M96ik ("k" od klimatyzacja). Opracowano go w WZMS specjalnie dla pododdziałów Polskiego Kontyngentu Wojskowego w Iraku. W pojeździe zachowano starą wieżę, ale zmieniono uzbrojenie. Zamontowano zamiast 14,5 mm KPWT wkm 12,7 mm NSW-B (12.7 mm NATO wersja NSW). Pojazd otrzymał także pasywny celownik dzienno-nocny CDN-1 oraz pasywne przyrządy obserwacyjne kierowcy i dowódcy POD-72 oraz PNK. Szakal ma nowy system łączności wewnętrznej WB Electronics Fonet i zewnętrznej z radiostacją Radmor RRC-9500 i dwoma przenośnymi 3501. Mając na uwadze klimat Iraku zamontowano w przedziale bojowym klimatyzację firmy Webasto utrzymującą we wnętrzu temperaturę 30 °C przy 65 °C na zewnątrz. Wprowadzono też układ chłodzenia silnika o zwiększonej wydajności, z którego usunięto elementy hydrauliczne. Pojazdy takie trafiły do Iraku na początku 2004 roku i doskonale zarekomendowały się w działaniach.

##### BRDM-2M96ik (Szakal Plus)
Wobec zwiększonego zagrożenia atakami bronią przeciwpancerną na polskie wozy BRDM-2M96ik z PKW w Iraku w 2004 r. zdecydowano się przygotować modernizację, której wynikiem jest uodpornienie Szakala na ostrzał pociskami przeciwpancernymi do kal. 7,62 mm, starszymi pociskami granatników przeciwpancernych (m.in. RPG-7) oraz wybuchy min przeciwpiechotnych. Umożliwić to miały przymocowane do zewnętrznej strony kadłuba prętowe ekrany przeciwkumulacyjne. Elementami, które dodatkowo miały chronić załogę były dodatkowe płyty pancerne i wewnętrzne wykładziny przeciwodłamkowe. Wszystkie te zmiany doprowadziły do zwiększenia łącznej masy wozu o około 1000 kg, czyli do mniej więcej 8500 kg.

#### Żbik-P
Niezrealizowany, powstały w 2001 r. projekt systemu przeciwlotniczego. Na BRDM-2 M96 planowano zamontować wyrzutnię systemu POPRAD (z czterema pociskami Grom) lub stację radiolokacyjną. Ostatecznie system POPRAD i jego wersja rozwojowa Kobra postanowiono umieścić na innych, nowszych nośnikach.

### Porównanie wersji
W poniższej tabeli zaprezentowano porównanie danych taktyczno-technicznych oraz uzbrojenia: wersji podstawowej wozu - BRDM-2, polskiej modernizacji - Żbik-A/B, oraz modernizacji ukraińskiej - BRDM-2M.
|                                    | BRDM-2 (podstawowy) | Żbik-A/B (M96/97) | BRDM-2M (wersja ukraińska) |
| ---------------------------------- | ------------------- | ----------------- | -------------------------- |
| Masa bojowa                        | 6600 (7200) kg      | 8000/7800 kg      | 7900 kg                    |
| Długość                            | 5750 mm             | 6290 mm           | 6100 mm                    |
| Szerokość                          | 2350 mm             | 2425 mm           | 2350 mm                    |
| Wysokość                           | 2310 mm             | 2430 mm           | 2100 mm                    |
| Rozstaw osi                        | 3100 mm             | 3100 mm           | 3100 mm                    |
| Prześwit                           | 340 mm              | 285 mm            | 340 mm                     |
| Silnik                             | GAZ-41              | Aifo 8040 SRC     | SMD-21-08                  |
| Moc                                | 140 KM              | 165 KM            | 145 KM                     |
| Dodatkowe koła                     | +                   | -                 | +                          |
| Prędkość maks.                     | 95 km/h             | 100 km/h          | 100 km/h                   |
| Prędkość pływania                  | 9 km/h              | 9 km/h            | 9 km/h                     |
| Pokonywanie rowów o szer.          | 1200 mm             | 900 mm            | 1200 mm                    |
| Pokonywanie ścian o wys.           | 400 mm              | 400 mm            | 400 mm                     |
| Pokonywanie wzniesień              | 30°                 | 30°               | 30°                        |
| Przechył boczny                    | 25°                 | 25°               | 25°                        |
| Zasięg maksymalny                  | 750                 | 600               | 1000                       |
| Czas pływania                      | 17-19 h             | 17-19 h           | 17-19 h                    |
| Załoga                             | 4                   | 4/5               | 4                          |
|                                    |                     |                   |                            |
| Główne (kal.) / amunicja (szt.)    | 14,5 / 500          | 12,7 / 480        | 14,5 / 500                 |
| Dodatkowe (kal.) / amunicja (szt.) | 7,62 / 2000         | 7,62 / 2000       | 7,62 / 2000                |
| Kąty ostrzału uzbrojenia           | -5° ÷ +30°          | -4,5° ÷ +32,5°    | -4° ÷ +60°                 |

## Produkcja
Prototyp modernizacji BRDM-2 opracowano w WZM w Siemianowicach Śląskich w 1995 roku. W 1997 roku wojsko zamówiło 47, w 1998 r. - 23 pojazdy BRDM-2M96, natomiast w 1999 r. - 5 pojazdów wersji M96i i 7 wersji M97. 
W 2001 roku zakłady w Siemianowicach uzyskały kontrakt na modernizację 100 egipskich BRDM-2 do standardu M96i.